# 小南垭站
小南垭站是位于重庆市江津区小岚垭村江津综合保税区的一个铁路车站，邮政编码402279，有川黔铁路经过该站。车站距离重庆站48公里，隶属成都铁路局重庆车务段，是三等站。车站设有12条到发线、13条货物线，目前不办理客运业务，货物办理大型货物、集装箱、怕湿货物运输物流到发，是是西部陆海新通道班列、中欧班列的起点车站之一，同时和珞璜长江枢纽港进行铁水联运。

## 概要
小南垭站所属的川黔铁路小南海至五岔段于1958年8月开工，1960年1月建成通车:35。1970年6月车站建成至珞璜港猫儿沱港埠公司的专用线，专用线长7.3公里:322。截至2015年，车站设有5条到发线，站房位于站场东侧。
2014年6月车站附近兴建珞璜铁路综合物流枢纽，2017年车站开始相应扩建工程。综合枢纽占地3600亩，内设10条到发线，新建4条贯通式货物线和9条尽端式货物线。工程于2018年12月开始验收，初期启用7条到发线和9条尽端式货物线。此外铁路部门还于2018年对车站进行小南垭客车联络线接入施工。
车站原计划在改造后开行“渝新欧”班列，但由于未取得口岸资质而未能开行。

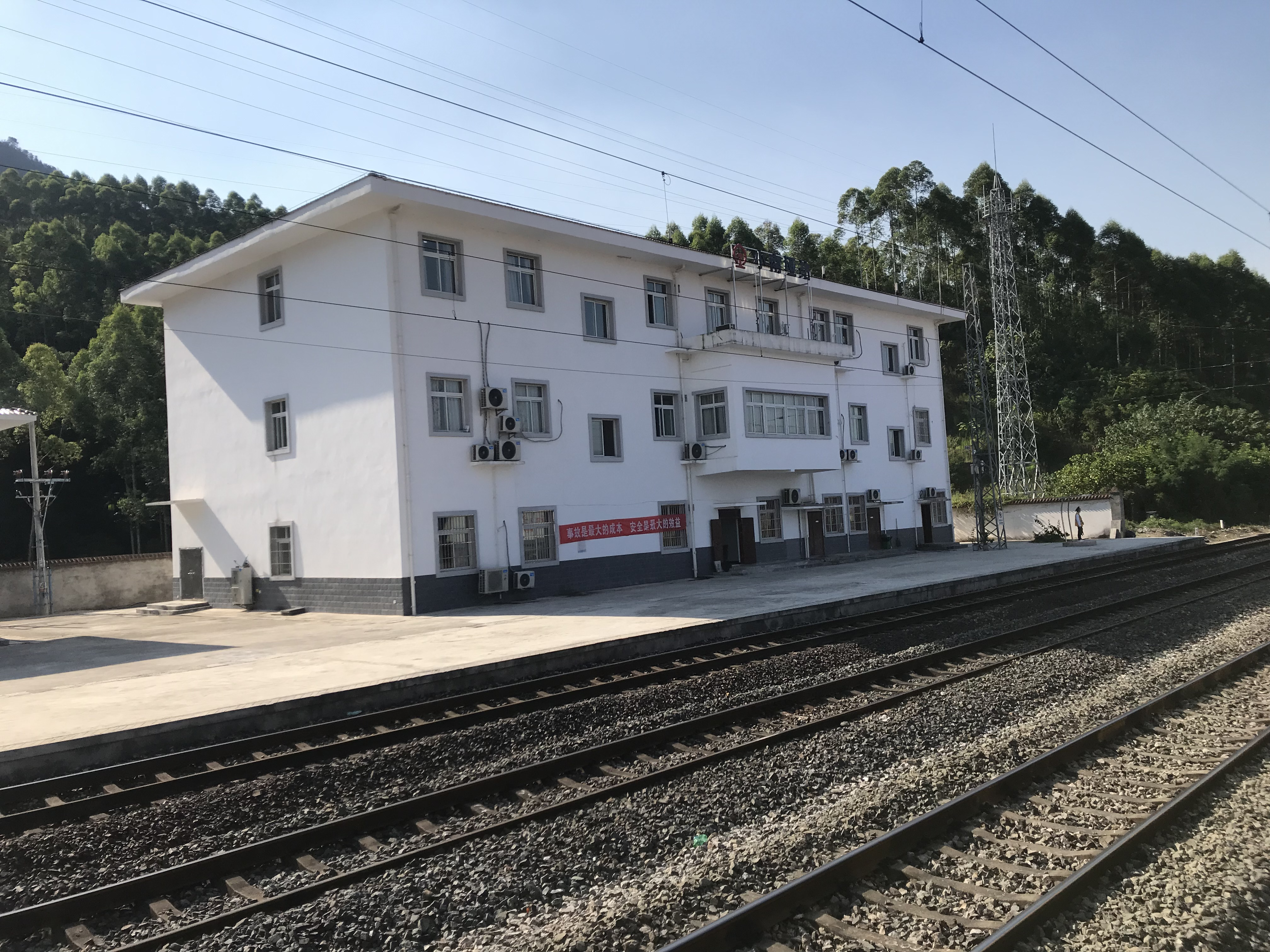
车站站房
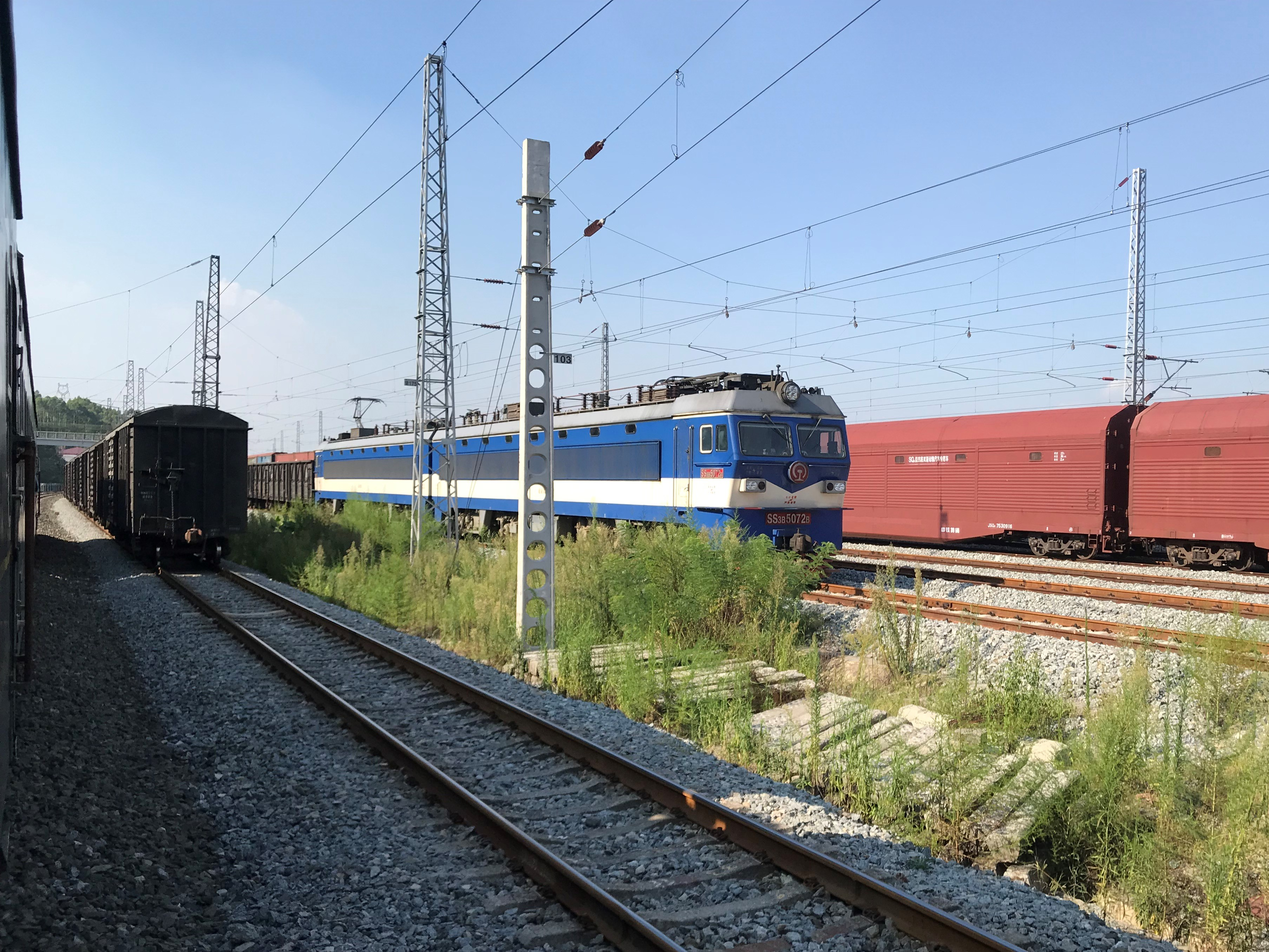
旧到发场和新到发场
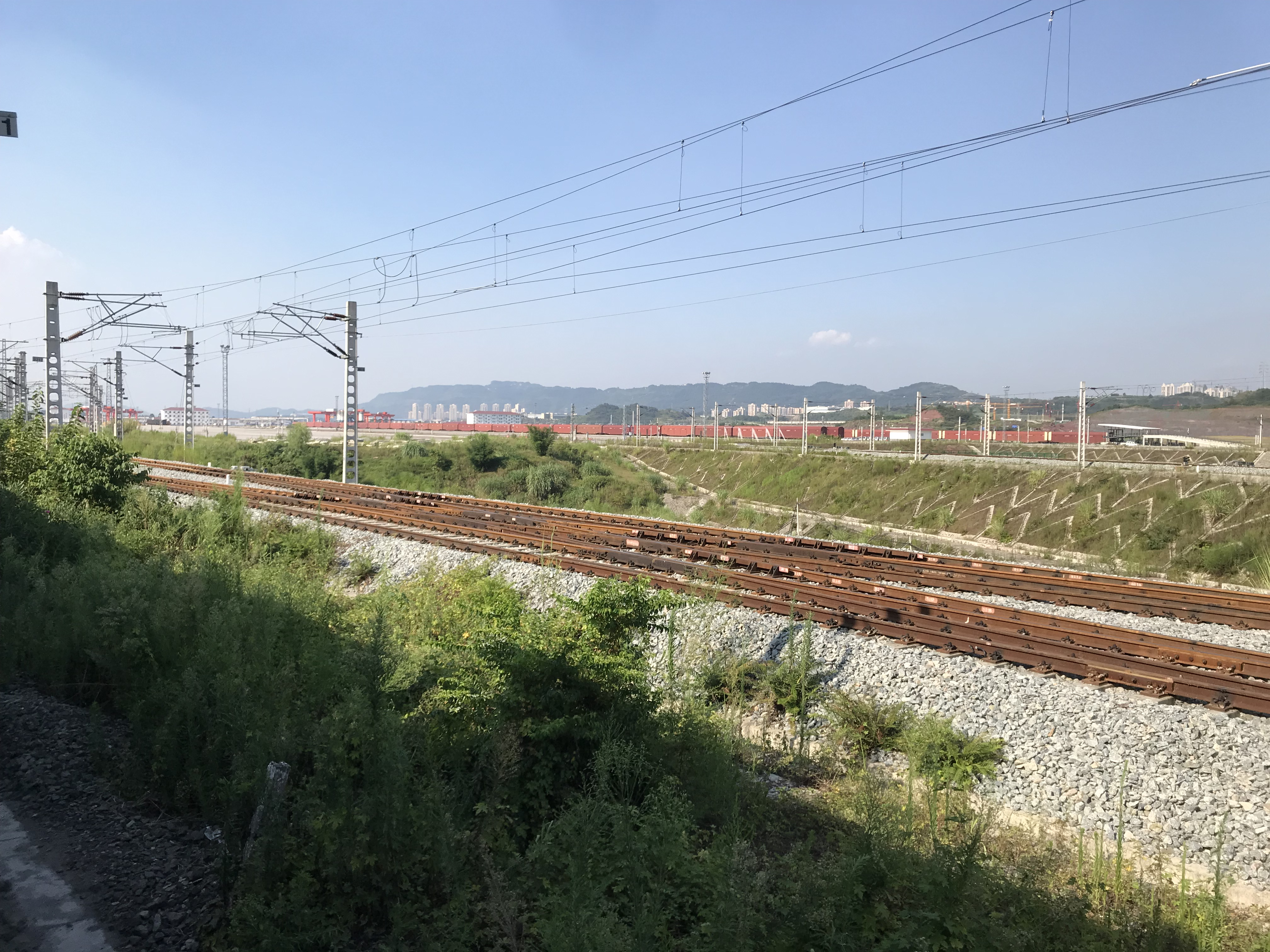
车站货场
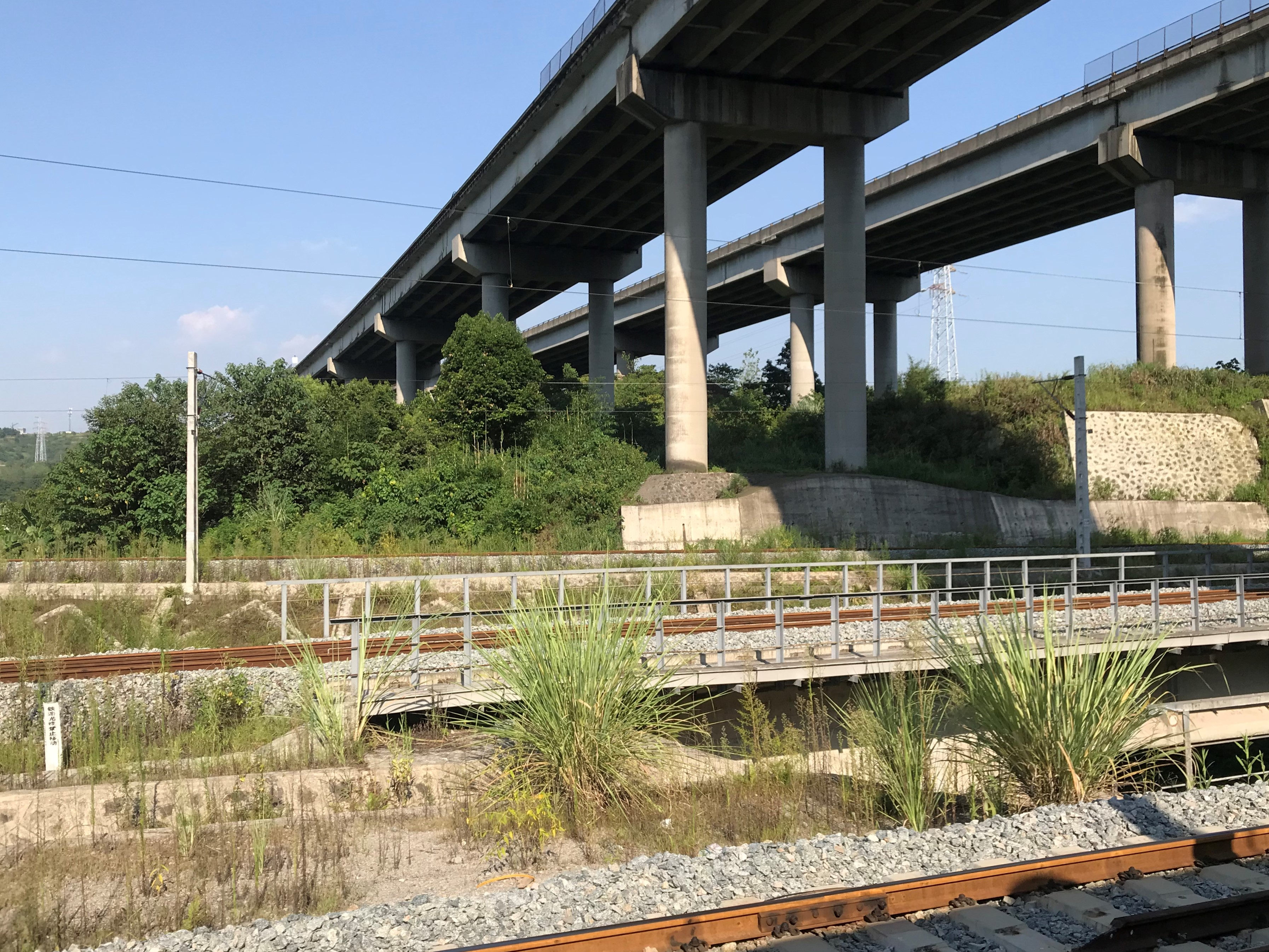
重庆绕城高速公路上跨站场